# Waterloo Hawks 1950-1951
La stagione 1950-1951 dei Waterloo Hawks vide la franchigia impegnata in National Professional Basketball League.
I Waterloo Hawks arrivarono primi nella Western Division, con un record di 32 vittorie e 24 sconfitte. La franchigia rivendicò il titolo di campione, e la stessa cosa fecero i Sheboygan Red Skins, primi nella Eastern Division. Tuttavia non furono organizzati dei play-off, e la NPBL cessò di esistere dopo solo una stagione.
Gli Hawks disputavano le partite interne presso il Waterloo Hippodrome, dotato di circa 8.000 posti.

## Roster
|  | Naz.                   | Ruolo | Sportivo            | Anno | Alt. | Peso |  |
|  | ---------------------- | ----- | ------------------- | ---- | ---- | ---- |  |
|  | Stati Uniti (bandiera) | A     | Don Boven           | 1925 | 193  | 95   |  |
|  | Stati Uniti (bandiera) | A     | Buddy Cate          | 1926 | 198  | 88   |  |
|  | Stati Uniti (bandiera) | A     | Ed Dahler           | 1926 | 196  | 86   |  |
|  | Stati Uniti (bandiera) | A     | Hal Haskins         | 1924 | 191  | 86   |  |
|  | Stati Uniti (bandiera) | G     | Leo Kubiak          | 1927 | 180  | 79   |  |
|  | Stati Uniti (bandiera) | C     | Elmore Morgenthaler | 1922 | 213  | 106  |  |
|  | Stati Uniti (bandiera) | GA    | Joe Nelson          | 1927 | 191  | 82   |  |
|  | Stati Uniti (bandiera) | AC    | Mac Otten           | 1925 | 201  | 102  |  |
|  | Stati Uniti (bandiera) | A     | Claude Overton      | 1927 | 191  | 88   |  |
|  | Stati Uniti (bandiera) | G     | Ralph O'Brien       | 1928 | 175  | 72   |  |
|  | Stati Uniti (bandiera) | G     | Johnny Payak        | 1926 | 196  | 77   |  |
|  | Stati Uniti (bandiera) | A     | Wayne See           | 1923 | 191  | 86   |  |
|  | Stati Uniti (bandiera) | C     | Chuck Share         | 1927 | 211  | 106  |  |
|  | Stati Uniti (bandiera) | GA    | Jack Smiley         | 1922 | 191  | 84   |  |
|  | Stati Uniti (bandiera) | GA    | Bob Vollers         | 1928 | 191  | 82   |  |
|  | Stati Uniti (bandiera) | C     | Stan Weber          | 1925 | 198  | 97   |  |
|  | Stati Uniti (bandiera) | G     | Murray Wier         | 1926 | 178  | 70   |  |

## Staff tecnico
- Allenatore: Jack Smiley (allenatore/giocatore)